# Ayuko Itō
Ayuko Itō (伊藤 亜由子 (Itō Ayuko?); Hamamatsu, 29 settembre 1986) è una pattinatrice di short track giapponese. Ha rappresentato il Giappone a tre edizioni consecutive dei Giochi olimpici invernali: Vancouver 2010, Soči 2014 e Pyeongchang 2018.

## Biografia
Ai campionati mondiali di Rotterdam 2017 ha vinto la medaglia di bronzo nella staffetta 3.000 metri, gareggiando con le compagne Moemi Kikuchi, Hitomi Saito, Sumire Kikuchi e Aoi Watanabe.
Ai Giochi asiatici invernali di Sapporo 2017 ha guadagnato l'argento nei 500 metri, terminando la gara alle spalle della cinese Zang Yize.

## Palmarès
- Campionati mondiali

Debrecen 2013: bronzo nella staffetta 3.000 m.
Rotterdam 2017: bronzo nella staffetta 3.000 m.
- Giochi asiatici invernali

Short track agli VIII Giochi asiatici invernali: argento nei 500 m;